# Cecil Day-Lewis

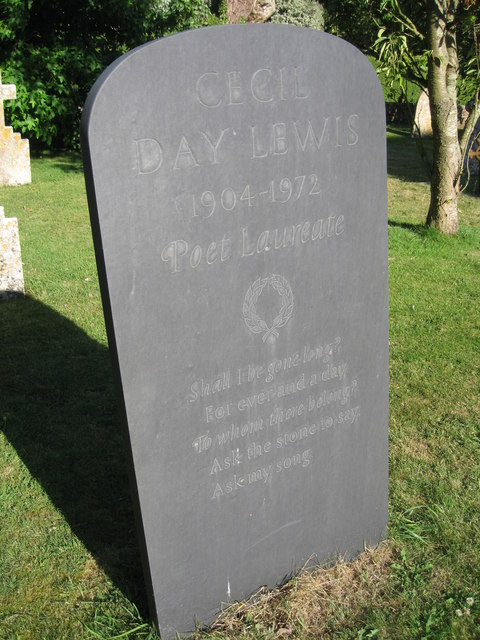
Lápida de Cecil Day-Lewis.

Cecil Day-Lewis, CBE (o Day Lewis) (27 de abril de 1904 - 22 de mayo de 1972), poeta británico (nacido en Irlanda) y, bajo el seudónimo de Nicholas Blake, autor de novelas policíacas. Descendiente, por línea materna, de Oliver Goldsmith, y padre del conocido actor Daniel Day-Lewis. Comenzó escribiendo prosa radical de izquierdas, de acuerdo con el compromiso con el grupo de escritores marxistas reunidos en Oxford, donde estudió, en torno a Wystan Hugh Auden y Stephen Spender.
Tras la Segunda Guerra Mundial se alejó de la ideología marxista y centró su poesía en temas de la vida privada. Entre 1951 y 1956 fue Professor of Poetry en la Universidad de Oxford. En 1968, la Corona británico le nombró Poet laureate, cargo que obliga a quien lo ostenta a escribir poemas con ocasión de las festividades de la corte o del Estado.
Según John Strachey, "cuando condesciende con Nicholas Blake escribe mejor que cuando se 'da por entero a la literatura', como Day Lewis."
Es el padre del actor Daniel Day-Lewis y de la chef Tamasin Day-Lewis.